# Arctia

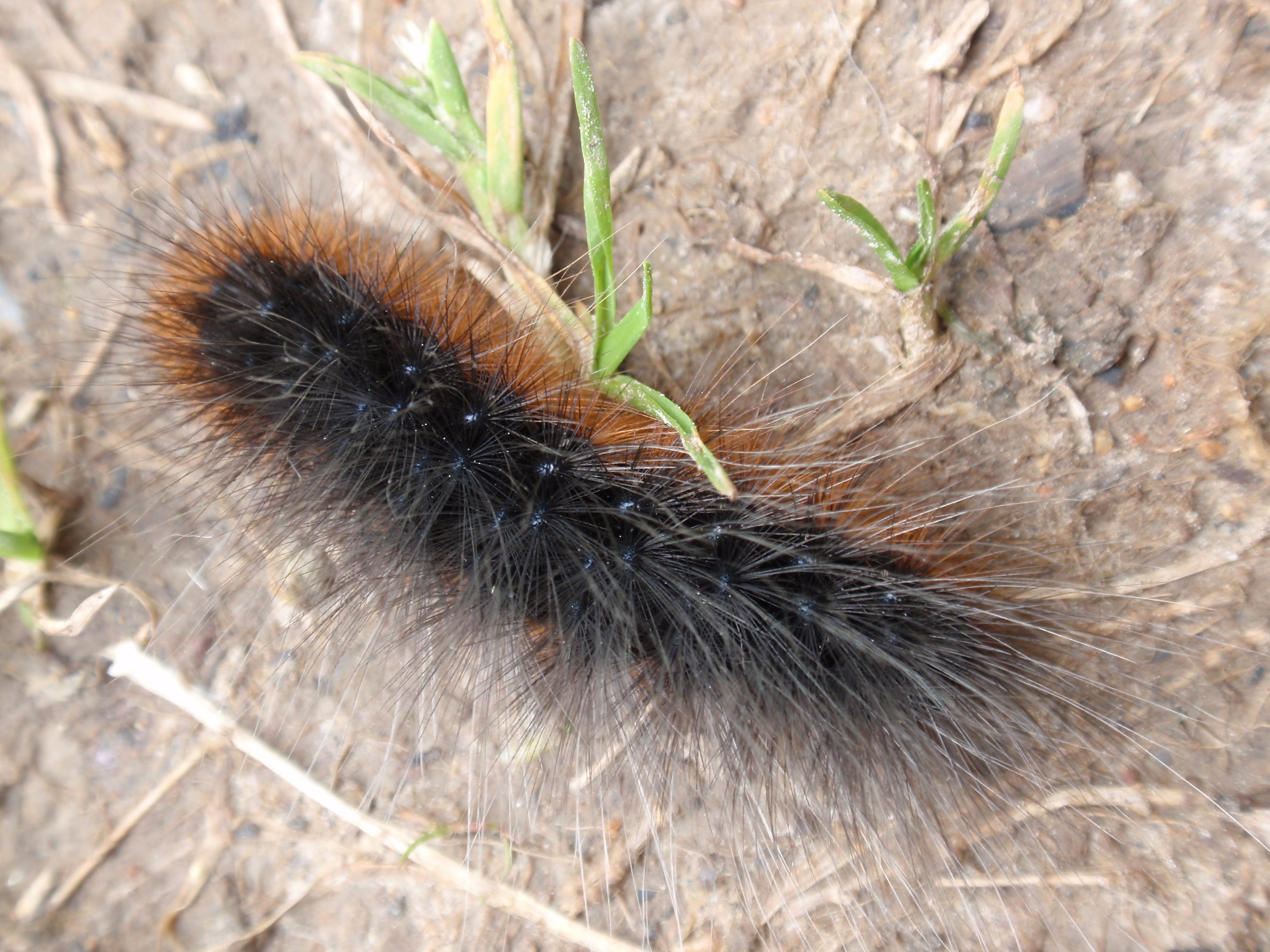
Oruga de Arctia caja

Arctia es un género de lepidópteros de la subfamilia Arctiinae, familia Erebidae. Es el género tipo de Arctiinae. Las especies están bien distribuidas en Norteamérica, el Paleártico, India y Sri Lanka.

## Descripción
Los palpos labiales se extienden hacia adelante (prorrectos). Las antenas son bipectinadas en el macho, con ramas cortas, engrosadas en el extremo y con una seta terminal. En las hembras son serradas. Las patas son vellosas, la tibia del último par tiene dos espolones. Las alas anteriores son cortas y anchas.

## Especies
Las especies de Arctia consisten principalmente del grupo caja, otros grupos considerados monotípicos y otra especie dudosa:
grupo caja :
- Arctia brachyptera Troubridge & Lafontaine, 2000
- Arctia caja
  - Arctia (caja) martinhoneyi Dubatolov & Gurko, 2005
- Arctia olschwangi Dubatolov, 1990
- Arctia opulenta H. Edwards, 1881

"grupos monotípicos":
- Arctia flavia
- Arctia intercalaris Eversmann, 1843
- Arctia rueckbeili

Incertae sedis:
- Arctia festiva (a veces en Eucharia)

### Anteriormente colocados aquí
Muchos Arctiinae estaban originalmente colocados en este grupo. Las especies antes en Arctia incluyen:
- Andesobia jelskii
- Epicallia villica
- Oroncus ladakensis O. Bang-Haas, 1927
- Oroncus weigerti (de Freina & Witt, 1985)